# Chris Terrio
Chris Terrio, właśc. Christopher Terrio (ur. 31 grudnia 1976 w Nowym Jorku) – amerykański scenarzysta i reżyser filmowy. Laureat Oscara za najlepszy scenariusz adaptowany do filmu Operacja Argo (2012) Bena Afflecka.

## Filmografia

### Scenarzysta
- 2021: Liga Sprawiedliwości Zacka Snydera
- 2019: Gwiezdne wojny: Skywalker. Odrodzenie
- 2017: Liga Sprawiedliwości
- 2016: Batman v Superman: Świt sprawiedliwości
- 2014: Tell No One
- 2012: Operacja Argo
- 2005: Co jest grane
- 2002: Book of Kings

### Reżyser
- 2010: Układy (odcinek I Look Like Frankenstein) – serial TV
- 2005: Co jest grane
- 2002: Book of Kings

## Nagrody
| Rodzaj nagród                                            | Kategoria                                     | Status    |
| -------------------------------------------------------- | --------------------------------------------- | --------- |
| Złote Maliny 2017                                        | Najgorszy scenariusz                          | Wygrana   |
| Oscary 2013                                              | Najlepszy scenariusz adaptowany               | Wygrana   |
| Złote Globy 2013                                         | Najlepszy scenariusz filmowy                  | Nominacja |
| BAFTA 2013                                               | Najlepszy scenariusz adaptowany               | Nominacja |
| Critics’ Choice Movie Awards 2013                        | Najlepszy scenariusz oryginalny i adapotowany | Nominacja |
| Satelita 2012                                            | Najlepszy scenariusz adaptowany               | Nominacja |
| Florida Film Critics Circle Award 2012                   | Najlepszy scenariusz adaptowany               | Wygrana   |
| Denver Film Critics Society Award 2012                   | Najlepszy scenariusz adaptowany               | Nominacja |
| Houston Film Critics Society Award 2012                  | Najlepszy scenariusz adaptowany               | Nominacja |
| Online Film Critics Society Award 2012                   | Najlepszy scenariusz adaptowany               | Wygrana   |
| Oklahoma Film Critics Circle Award 2012                  | Najlepszy scenariusz adaptowany               | Wygrana   |
| Phoenix Film Critics Society Award 2012                  | Najlepszy scenariusz adaptowany               | Wygrana   |
| San Diego Film Critics Society Award 2012                | Najlepszy scenariusz adaptowany               | Wygrana   |
| Southeastern Film Critics Association Award 2012         | Najlepszy scenariusz adaptowany               | Wygrana   |
| Washington D.C. Area Film Critics Association Award 2012 | Najlepszy scenariusz adaptowany               | Nominacja |
| Austin Film Critics Association Award 2012               | Najlepszy scenariusz adaptowany               | Wygrana   |
| Los Angeles Film Critics Association Award 2012          | Najlepszy scenariusz adaptowany               | Wygrana   |
| Chicago Film Critics Association Award 2012              | Najlepszy scenariusz adaptowany               | Nominacja |